# Virués (apellido)
Virués es un apellido español del que se tiene noticias al menos desde el siglo XIV. A lo largo de la historia han existido personajes de la pequeña nobleza de provincias, médicos, músicos, militares, teólogos y escritores con este apellido. Entre estos últimos destaca Cristóbal de Virués, autor de El Monserrate (1587) alabado en la purga de la Biblioteca de Don Quijote.

## Distribución Actual
Según el Instituto Nacional de Estadística (España) la práctica totalidad de personas que actualmente se apellidan Virués en España han nacido en la provincia de Cádiz. La relativa baja frecuencia del apellido (0,286 por mil en la provincia de Cádiz según el INE) y su especificidad geográfica, así como la evidencia documental disponibles, sugieren que todos los Virués nacidos en el sur de España tienen un origen común.

## Historia

### Castilla

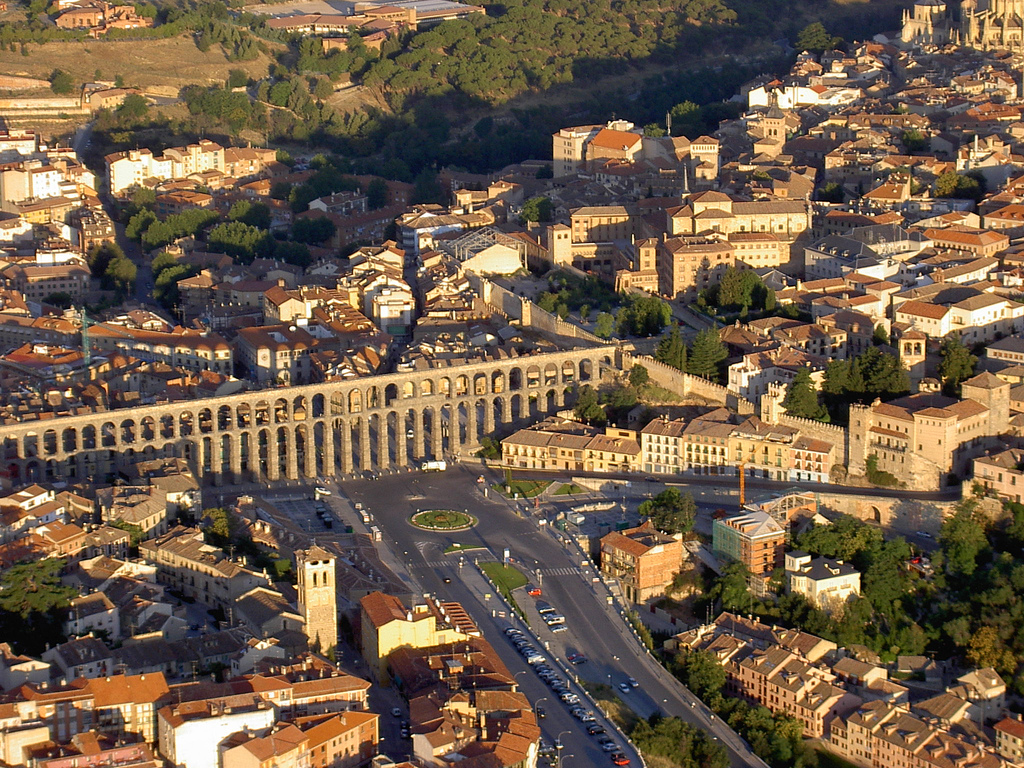
Los primeros Virués de los que se tiene noticia estuvieron radicados en Segovia (España) y sus zonas aledañas.

La evidencia disponible sugiere que el apellido Virués se originó en la alta Castilla a finales de la Edad Media teniendo esta familia heredad en el espacio geográficamente definido por el eje Segovia-Valladolid, en donde la mayoría de sus miembros tienen lugar de nacimiento o domicilio a partir del siglo XIV. En el memorial de nobleza del siglo XVIII de Bartolomé Angulo Virués conservado en el Archivo Histórico Nacional se indica que la familia Virués de Segovia "se había llamado Segovia por ser natural de la ciudad de este nombre, en la que de mucho más antiguo tenía casas mayores y ricos mayorazgos". El memorial continúa indicando que "el solar de los de este linaje es en el castillo y villa de Virués en Navarra". Esta villa de Virués debe ser una de las siete actuales entidades locales menores del Trespaderne burgalés. Este texto aporta la única noticia documental que hasta la fecha se tiene sobre el origen del apellido.
Todos los registros relativos a personas apellidadas Virués procedentes de los siglos XV a XVIII conservados en el Archivo de la Real Chancillería de Valladolid hacen referencia a naturales de Segovia y en menor cuantía de Valladolid. En la provincia de Cádiz hay noticias de personas con el apellido Virués, al menos desde el siglo XV (p.ej., el militar Pedro de Estopiñán y Virués). Es posible que algunos de estos Virués castellanos se desplazaran a la baja Andalucía en algún momento de los siglos XV conformando la rama "Virués de Segovia" de la cual parecen descender todos los Virués que en Cádiz hay.
El Virués que más antiguamente aparece radicado en Segovia es Gonzalo Mejía de Virués nacido posiblemente en el primer tercio del siglo XIV y que llegó a ser maestre de la Orden de Santiago. Dejó heredad en la localidad cercana a Segovia de Garcillán. La presencia de sus descendientes, Luis Mejía de Virués y Doña Mayor de Guzmán puede trazarse hasta el menos mediados del siglo XVI y por tanto con posterioridad al hallazgo de los primeros Virués de Segovia en Andalucía. Las menciones a miembros de la familia Virués en Segovia y sus alrededores son muy frecuentes en el patrimonio documental de estos siglos. Cabe citar dos ejemplos. Hernando de Virués está entre los signatarios nobles de una declaración de lealtad a la reina Juana firmada en Segovia en 1504 a la muerte de la reina Isabel la Católica. En 1539 Jerónimo de Virués y su esposa fundan el patronato de la Capilla de la Consolación de la Iglesia de Nuestra Señora de la Soterraña en Santa María de Nieva (Segovia). Varios miembros de la familia fueron regidores de Segovia incluyendo Luis Mejía de Virués (ca. 1465), Juan Contreras Virués (1543) y Jerónimo Antonio Contreras y Virués (1572). La presencia de la familia en Segovia continua hasta al menos mediados del siglo XVII, cuando Pedro de Virués y Arce, residente en Segovia, hace probanza de su genealogía para su ingreso en la Orden de Santiago.

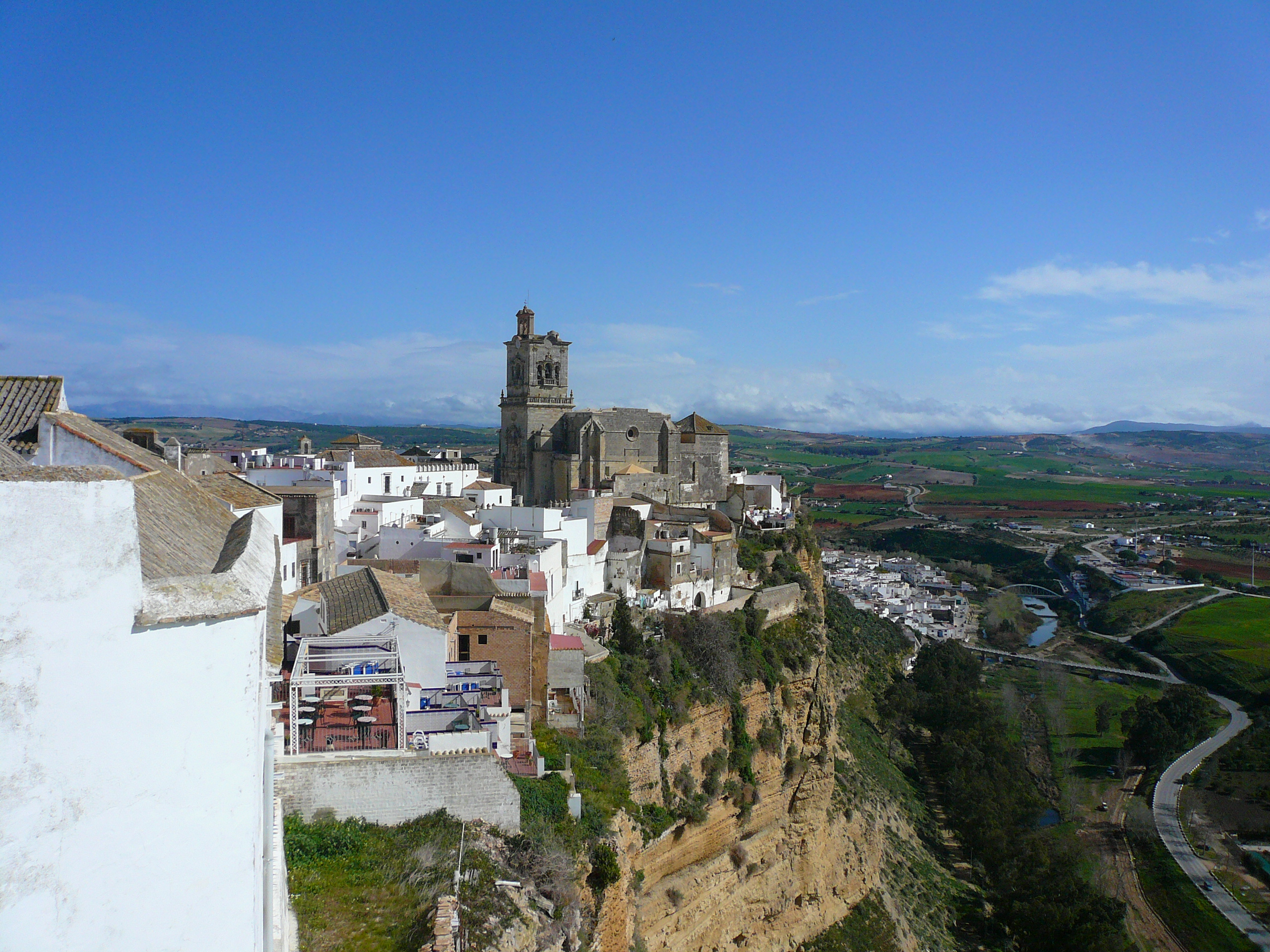
En Arcos de la Frontera (España) se encuentra parte de la familia Virués entre los siglos XV y XIX. Iglesia de San Pedro al fondo.

### Andalucía
La primera referencia de la familia Virués en Cádiz la encontramos en la figura de Juan Virués de Segovia que fue uno de los caballeros que acompañaron a Alfonso XI de Castilla en la década de 1340 en sus campañas de reconquista que culminarían con la victoria en la Batalla del Salado y la toma del reino de Algeciras. En el memorial de nobleza de Bartolomé Angulo Virués se cita que Juan Virués "había sido uno de los 300 caballeros que había heredado el rey don Alfonso en Jerez y le había dado casa mayor y hecho heredamiento la torre llamada de Virués y un donadío de tierras de labor".

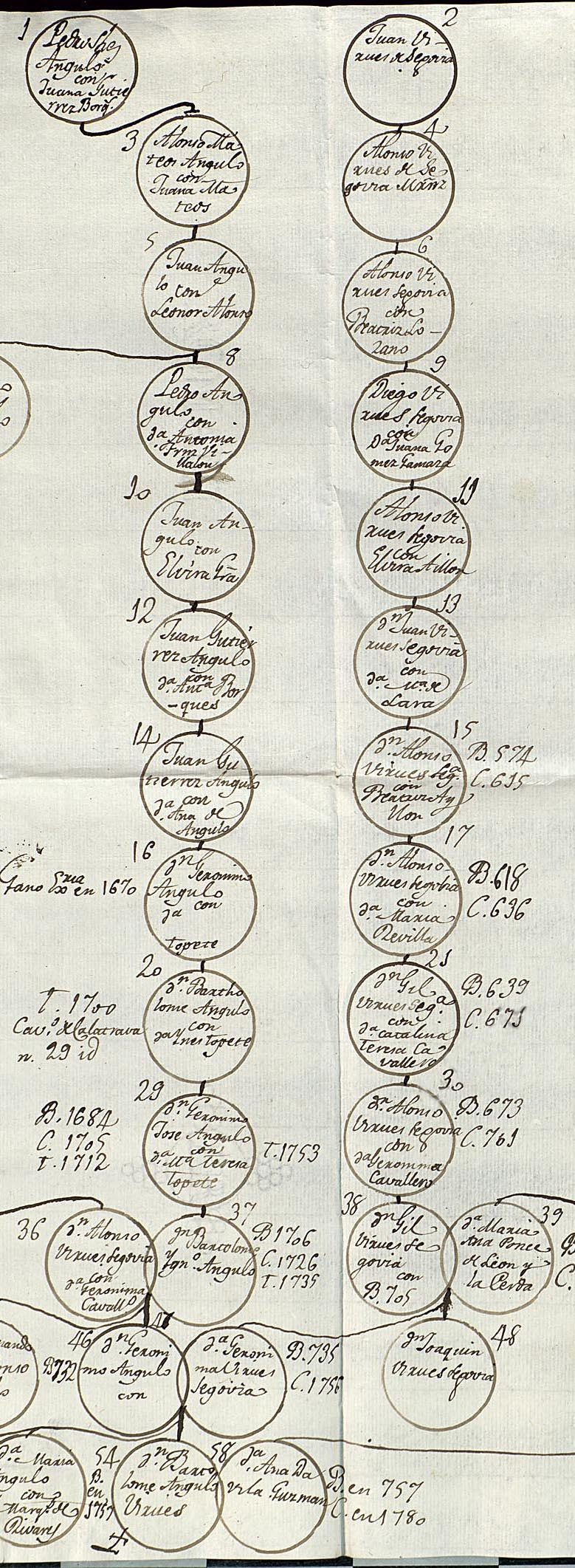
Ascendencia de Bartolomé Angulo Virués hasta Juan Virués, caballero de Alfonso XI de Castilla y primer Virués en Cádiz.

Desde los inicios del linaje la familia está radicada en Arcos aunque encontramos representantes tempranos de esta familia en Jerez en Pedro Estopiñan y Virués (1470-1505) y más concretamente de su madre Doña Mayor Virués, ambos nacidos en Jerez. En Arcos hallamos referencia de un descendiente de Juan Virués, Diego Virués en la lista de treinta caballeros hijosdalgo de 1483. A este mismo Diego le vemos junto con sus familiares Alonso Virués y Juan Martínez Virués entre los caballeros que cumpliendo el llamamiento de los Reyes Católicos salen de Sevilla en 1494. La heráldica de Delgado y Orellana traza la genealogía de Diego de Virués con el resto de Virués de Arcos, incluidos los que añaden a su apellido el "de Segovia" a partir del siglo XVIII. La presencia de la familia en la localidad es continuada, como lo sugieren el patrocinio del retablo de la Divina Pastora en la Iglesia de San Pedro de Arcos en el siglo XVI, la donación que de su casa hace otro tal Diego de Virués en 1675 para la fundación del Colegio Nuestra Señora de las Nieves y la casa solariega con blasón del siglo XVIII llamada de los Virués y que aun hoy encontramos en la Cuesta del Socorro número 18. Los dos lobos pasantes del escudo eran conocidos, no sin cierta sorna, como "las zorras de Virués" por los arcenses. Parece ser que el mayorazgo de los Virués en Arcos se extinguió con Álvaro Virués de Segovia y Figueroa mediado el siglo XIX. Finalizada dicha centuria no había más Virués en Arcos. Según la genealogía arcense de Delgado y Orellana todos los Virués de Arcos, desde Diego Virués en adelante forman parte de la rama Virués de Segovia que luego encontramos en Jerez.

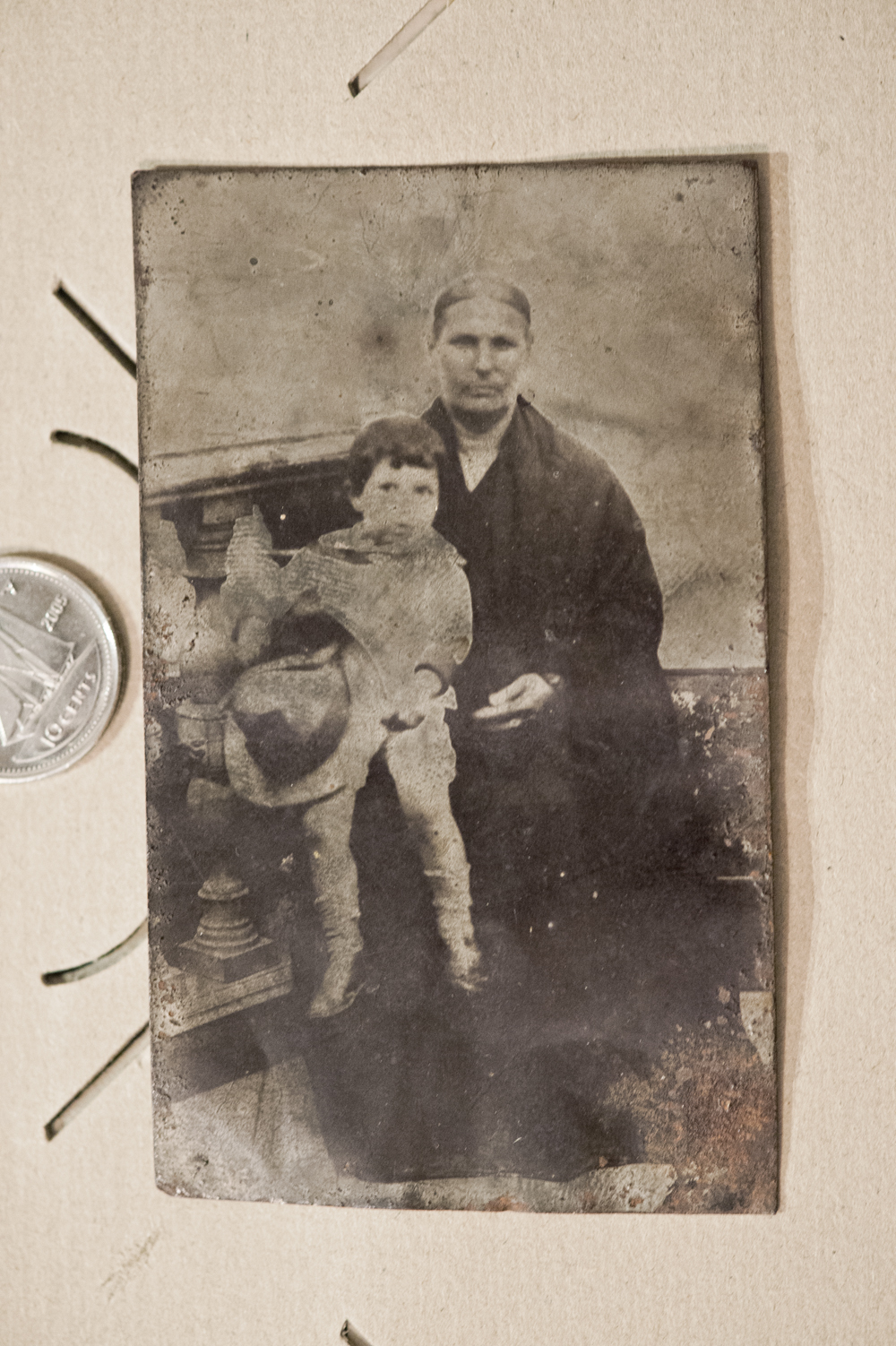
Los Virués tienen presencia en Chiclana de la Frontera al menos desde comienzos del. La imagen muestra un daguerrotipo de 1888 en que aparecen Marina Salado Ariza (n. 1833) y Manuel Virues Vela (n. 1885).

Según testimonio aun no confirmado una familia de estos Virués arcenses tuvo dos hijos varones: Gil y Blas. El primero se desplazó a Jerez donde daría inicio a los Virués de Segovia jerezanos de los que la historia nos ha dejado numerosas noticias en los parientes de Joaquina Virués de Segovia López Spínola, tales como sus hijos Diego López de Morla y Virués de Segovia y Margarita López de Morla y Virués, y su quizá sobrino José Joaquín Virués y Espínola, todos ya radicados en Jerez y de los cuales sigue habiendo descendientes en dicha localidad. Aquel Gil, presunto patriarca de los Virués en Jerez, pudo acaso ser Gil Virués de Segovia Caballero y Zúñiga, nacido en Arcos a comienzos del XVIII, pero con hijos y mujer jerezanos. Casó con María Ana Ponce de León y Cerdá con quien tiene al menos tres hijos: María, Jerónima y Joaquín Javier, estos últimos nacidos en 1735 y 1740. Se desconoce si hay presencia continuada de la familia Virués en Jerez en la centuria que separa a Pedro Estopiñan Virués de Gil Virués de Segovia. Siempre según este testimonio, el segundo hijo, Blas, se habría desplazado a la localidad de Chiclana donde daría inicio a una nueva saga familiar en la que ya no hallamos el gentilicio "de Segovia" y que también llega a nuestros días. Esta posibilidad se nos antoja algo incompleta, los hechos que a día de hoy pueden afirmarse son (a) hay Virues en Jerez de la Frontera desde el siglo XIII, (b) según los padrones vecinales de Arcos de la Frontera, los últimos Virués desaparecen de la ciudad a comienzos del siglo XX, siendo al parecer la familia de Rafael Virués Zapata la última que encontramos en la ciudad, (c) hay presencia de los Virués en Chiclana de la Frontera, y bastante numerosa, al menos desde comienzos del siglo XIX.

### Valencia
Existió en Valencia, al menos temporalmente, presencia del apellido. La unidad familiar a la que debieron pertenecer el poeta valenciano Cristóbal de Virués (1550-1614) y su hermano, el médico Jerónimo de Virués, poco añade al devenir familiar descrito, ya que el mismo Cristóbal de Virués nos avisa de que su familia no era sino "un pequeño ramo de los Virués en Valencia", sugiriendo que el origen de la saga familiar habría de encontrarse en otro lugar. Esta impresión es confirmada por las averiguaciones que José Nebot realiza en 1897 y que sitúan el nacimiento de Alonso de Virués, padre de Cristóbal y Jerónimo, en la localidad vallisoletana de Medina de Rioseco (Valladolid, España) según indican sus actas de bachillerato de 1541. Nebot sugiere una posible relación de los Virués valencianos con la rama principal de la familia situada en Valladolid y Segovia, y en concreto con el teólogo Alfonso de Virués, natural de Olmedo, también en Valladolid: "Debemos hacer notar que Olmedo y Medina de Rioseco son poblaciones pertenecientes a la misma provincia y que los Virués teólogos de Olmedo son dos hermanos, Alonso y Jerónimo, como los Virués médicos son así mismo Alonso el padre y Jerónimo el hijo. ¿No parecen indicar estas coincidencias alguna relación entre ambas ramas?" (pág. 12). De las probanzas de nobleza que sitúan el origen de la familia en Cataluña y de las que algún repertorio heráldico se hace eco, no se ha encontrado evidencia documental.

### América
Muchos Virués pasaron a la entonces América española desde comienzos del siglo XVI. El registro de la casa de contratación de Sevilla conservado en el Archivo de Indias ofrece noticias de algunos de ellos:
- 1512 Francisco de Virués natural de Córdoba pasa a Indias.
- 1626 María de Velasco esposa de Miguel de Virués y natural de Sevilla pide licencia para reunirse con su marido en Nueva España llevando a su hija Inés de Virués de siete años de edad.
- 1629 Fray Jerónimo de Virués, fraile franciscano, pide licencia para volver a la ciudad de Zacatecas (Méjico).

Estos y muchos otros como ellos constituyen el germen de la presencia del apellido en América, hoy ampliamente distribuida en Méjico, Argentina y Estados Unidos.

## Origen judeoconverso
Algunos de ellos fueron buenos músicos, banqueros y médicos, quizá por ello hay quien piensa que tenían ascendencia judía. No obstante, no aparece el apellido Virués en ninguno de los repertorios de apellidos judeoconversos españoles. Pese a ello, esta tesis adquiere visos de certeza dada la ascendencia judía, acreditada por varias fuentes, de Pedrarias Dávila y Virués, conquistador castellano de infausto recuerdo.

## Heráldica y etimología
Escudo compuesto por dos lobos pasantes o acechantes, uno encima del otro, o en posición escachante, rodeados de otros ocho en la bordadura todo ello en fondo de plata. El lobo es un símbolo heráldico particularmente frecuente en España, donde aparece en el 6% de la heráldica, mientras que solo lo hace en el 1% de la heráldica francesa o alemana. No se le puede atribuir un simbolismo específico, más allá de su vinculación a posibles gestas bélicas de la Reconquista, sugiriendo acaso sus portadores, por predisposición o mérito, la defensa de sus solares como lobos furiosos. Los lobos pasantes aparecen tanto en la heráldica castellana del apellido Virués como en la andaluza. Tres escudos de los siglos XVI y XVII de esta familia pueden contemplarse en la ciudad de Arcos de la Frontera. Uno presidiendo el retablo de la Divina Pastora en la iglesia de San Pedro (siglo XVI), otro en la casa llamada de los Virués en la calle de San Pedro y de la que después se habla (siglo XVII), y un tercero también del siglo XVII cerca del pozo en el patio del edificio "Las Nieves" de la calle Botica. Delgado y Orellana ha publicado un estudio genealógico-heráldico de estos escudos. Por último, Antonio Vázquez, pintó en 1541 el escudo de armas de la familia en el retablo de la Capilla de la Consolación en el Iglesia monasterio de Nuestra Señora de la Soterraña (Santa María la Real de Nieva, Segovia) por encargo de Gerónimo de Virués, letrado de la Real Chancillería de Valladolid.
La etimología del término Virués no está bien establecida. Se ha sugerido que puede ser un apellido patronímico derivado del sustantivo árabe بئر y que habría recibido la terminación gótica "ez" o "es". Literalmente significaría "hijo del pocero".